# سيرجيو باروسو
سيرجيو باروسو هو ملحن كوبي، ولد في 4 مارس 1946 في هافانا في كوبا.

## وصلات خارجية
- سيرجيو باروسو على موقع ميوزك برينز (الإنجليزية)
- سيرجيو باروسو على موقع ديسكوغز (الإنجليزية)